# Amparo Sánchez

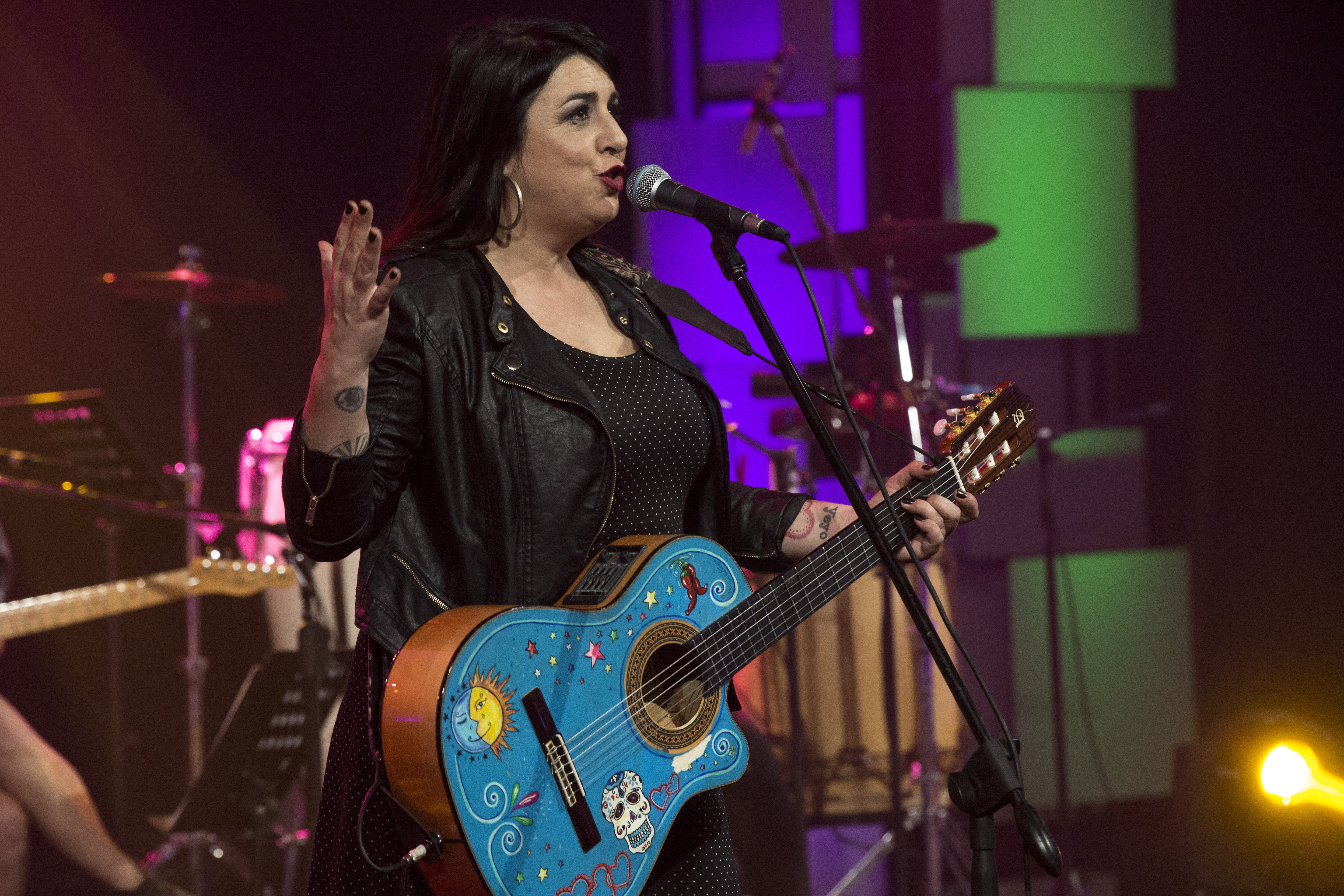
Amparo Sánchez

Amparo Sánchez (* 24. September 1969, mit vollem Namen Amparo Mercedes Sánchez Pérez, in Alcalá la Real, Jaén) ist eine spanische Sängerin und ehemalige Frontfrau der Mestizo-Band Amparanoia.

## Karriere
Anfangs war Sánchez’ Musik eher von karibischen Stilen geprägt, die sich mit der andalusischen Rumba mischten; inzwischen sind zu dieser Mischung vielfältige lateinamerikanische Musikstile, wie Cumbia aus Kolumbien, kubanischer Son oder mexikanischer Bolero, hinzugekommen.
Auf ihrem Solo-Debütalbum Tucson-Habana von 2010 mischte sie Einflüsse der Rumba und des Flamenco mit Son, Reggae und Tex-Mex-Einflüssen. Nachdem Sánchez 2008 eine Gastrolle auf dem Album Carried to Dust der Band Calexico hatte, erfolgte die Aufnahme ihres Solodebüts im Studio und unter Beteiligung der Calexico-Mitglieder Joey Burns und John Convertino in Tucson. Als weiterer Gast ist Omara Portuondo im Song „La Parrandita De Las Santas“  zu hören.
Auch auf ihrem zweiten Solo-Album von 2012, Alma de Cantaora (Die Seele der Sängerin), arbeitete sie mit Mitgliedern der Band Calexico zusammen sowie mit dem Produzenten Howe Gelb (Giant Sand), der spanischen Sängerin Bebe und der Rapperin Arianna Puello.
Das dritte Solo-Album erschien 2014 und wurde von Joey Burns produziert. Neben Calexico-Mitgliedern treten weitere lateinamerikanische Künstler wie Carlos Jiménez oder das „Colectivo Tapacamino de Oaxaca“ auf.
Sánchez engagiert sich u. a. für die indigene Bevölkerung des mexikanischen Bundesstaats Chiapas.

## Diskografie
- Tucson-Habana (2010)
- Alma de Cantaora (2012)
- Espíritu del Sol (2014)
- Ritual Sonoro (2024)[1]